# Костарёво
Костарёво — микрорайон в Мотовилихинском районе в левобережной части Перми.
С 1860 года в составе Мотовилихи, в составе города Перми — с 1938 года.

## География
Расположено в междуречье Ивы и Талажанки. На юге граничит с микрорайоном Ива по проспекту Октябрят.

## История
Деревня Костарева была известна с 1792 года как починок Верх речки Ива с 1 двором. В 1860 году деревня вошла в состав Мотовилихи. Застройка окружающей местности началась с 1865—1866 годах, к 1880 году имелось 13 дворов. Первые улицы, появившиеся к началу XX века, были Мельничная (ныне Обросова), Сарапульская, Костаревская и Надреченская. В 1916 году здесь уже проживало более 400 человек в 94 домах. К 1930 году в деревне, входившей тогда в Осенцовский сельсовет, насчитывалось 25 дворов и 124 жителя. Ныне микрорайон представляет собой зону частной застройки без промышленных предприятий и значимых социальных объектов.

## Транспортное сообщение
Микрорайон связан с другими микрорайонами города автобусным маршрутами: № 33, № 17К и № 70.

## Улицы
Основные улицы (по которым осуществляется автобусное движение): Лифанова, Национальная, Кунгурская и Артёма.